# 필봉초등학교
필봉초등학교는 대한민국 경기도 오산시에 있는 공립 초등학교이다.

## 학교 연혁
- 2010. 01. 11 필봉초등학교 개교인가
- 2011. 03. 01 필봉초등학교 개교, 병설유치원 개원 / (학생 133명 7학급, 유치원 32명 2학급)
- 2011. 03. 01 초대 권영주 교장 취임
- 2013. 02. 15 제2회 졸업식 (95명 졸업, 총 162명 졸업)
- 2013. 03. 01 초등 22학급(특수 1학급, 유치원 2학급)
- 2013. 03. 04 입학식 및 시업식
- 2014. 02. 14 제3회 졸업식 (87명 졸업, 총 249명 졸업)
- 2014. 03. 01 초등 25학급(특수 1학급, 유치원 2학급)